# Catenina beta-1
La catenina beta-1, també coneguda com a β-catenina (beta-catenina), és una proteïna que en humans està codificada pel gen CTNNB1.
La β-catenina és una proteïna de doble funció, implicada en la regulació i coordinació de l'adhesió cèl·lula-cèl·lula i la transcripció gènica. En humans, la proteïna CTNNB1 està codificada pel gen CTNNB1. En la Drosophila, la proteïna homòloga s'anomena armadillo. La β-catenina és una subunitat del complex proteic cadherina i actua com a transductor de senyal intracel·lular a la via de comunicació Wnt. És membre de la família de proteïnes de les  catenines i homòloga a la γ-catenina, també coneguda com a plakoglobina. La β-catenina s'expressa àmpliament en molts teixits. Al múscul cardíac, la β-catenina es localitza a les unions adherents en estructures de disc intercalat, que són crítiques per a l'acoblament elèctric i mecànic entre els cardiomiòcits adjacents.
Les mutacions i la sobreexpressió de la β-catenina s'associen amb molts càncers, com ara carcinoma hepatocel·lular, carcinoma colorectal, càncer de pulmó, càncer de mama, càncer d'ovari i càncer d'endometri. Les alteracions en els nivells de localització i expressió de β-catenina s'han associat amb diverses formes de malaltia cardíaca, inclosa la miocardiopatia dilatada. La β-catenina està regulada i destruïda pel complex de destrucció de la beta-catenina, i en particular per la proteïna de la poliposi adenomatosa del còlon (APC), codificada pel gen APC supressor del tumor. Per tant, la mutació genètica del gen APC també està fortament relacionada amb els càncers, i en particular amb el càncer colorectal derivat de la poliposi adenomatosa familiar (PAF).